# Crosslauf-Asienmeisterschaften
Die Crosslauf-Asienmeisterschaften (englisch Asian Cross Country Championships) werden seit 1991 vom Kontinentalverband Asian Athletics Association ausgerichtet, um die Asienmeister im Crosslauf zu ermitteln.
Die Meisterschaften bestehen aus Wettkämpfen für Männer, Frauen, Junioren und Juniorinnen. Für alle Wettbewerbe gibt es neben der Einzelwertung auch eine Teamwertung, in der die Platzierungen der besten Läufer einer Nation addiert werden und diejenige mit der geringsten Punktzahl gewinnt.
Der Wettbewerb findet für gewöhnlich alle zwei Jahre statt. Ausnahmen davon bildeten das Jahr 2003, als aufgrund der politischen Situation in der Austragungsregion eine Verlegung in das Jahr 2004 erfolgte; und 2011, als der nepalesische Leichtathletikverband nicht das erforderliche Budget für die ursprünglich in Kathmandu geplante Austragung stellen konnte. Der Wettkampf wurde ein Jahr später im chinesischen Guiyang nachgeholt. 2020 wurde das für März in Hongkong geplante Rennen aufgrund der COVID-19-Pandemie zunächst verschoben und schließlich ganz abgesagt. 2023 fanden die Meisterschaften erstmals seit der Pandemie wieder statt, Austragungsort war diesmal Kathmandu.

## Veranstaltungen
| Aus. | Jahr | Ort       | Land                |
| ---- | ---- | --------- | ------------------- |
| 1.   | 1991 | Fukuoka   | Japan               |
| 2.   | 1993 | Jakarta   | Indonesien          |
| 3.   | 1995 | Chiba     | Japan               |
| 4.   | 1997 | Chiba     | Japan               |
| 5.   | 1999 | Teheran   | Iran (Männer)       |
| 5.   | 1999 | Hongkong  | Hongkong (Frauen)   |
| 6.   | 2001 | Kathmandu | Nepal               |
| 7.   | 2004 | Pune      | Indien              |
| 8.   | 2005 | Guiyang   | Volksrepublik China |
| 9.   | 2007 | Amman     | Jordanien           |
| 10.  | 2009 | Manama    | Bahrain             |
| 11.  | 2012 | Guiyang   | Volksrepublik China |
| 12.  | 2014 | Fukuoka   | Japan               |
| 13.  | 2016 | Manama    | Bahrain             |
| 14.  | 2018 | Guiyang   | Volksrepublik China |
| 15.  | 2020 | Hongkong  | Hongkong            |
| 16.  | 2023 | Kathmandu | Nepal               |

## Siegerliste

### Männer und Frauen
| Jahr | Männer                    | Männer              | Frauen                 | Frauen              |
| Jahr | Einzel                    | Team                | Einzel                 | Team                |
| ---- | ------------------------- | ------------------- | ---------------------- | ------------------- |
| 1991 | Shozo Shimoju             | Japan               | Mun Gyong-ae           | Nordkorea           |
| 1993 | Hamid Sajjadi             | Indien              | Minori Hayakari        | Japan               |
| 1995 | Seiichi Miyajima          | Japan -2-           | Atsumi Yashima         | Japan -2-           |
| 1997 | Saad Shaddad al-Asmari    | Saudi-Arabien       | Chiemi Takahashi       | Japan -3-           |
| 1999 | Ahmad Zarekar             | Japan -3-           | Mizuki Noguchi         | Japan -4-           |
| 2001 | Jafar Babakhani           | Sri Lanka           | Yasuyo Iwamoto         | Japan -5-           |
| 2004 | Han Gang                  | Volksrepublik China | Yumi Sato              | Japan -6-           |
| 2005 | Han Gang -2-              | Katar               | Li Helan               | Volksrepublik China |
| 2007 | Ahmad Hassan Abdullah     | Katar -2-           | Maryam Yusuf Jamal     | Bahrain             |
| 2009 | Ahmad Hassan Abdullah -2- | Katar -3-           | Maryam Yusuf Jamal -2- | Japan -7-           |
| 2012 | Alemu Bekele              | Bahrain             | Shitaye Eshete         | Bahrain -2-         |
| 2014 | Aweke Ayalew              | Bahrain -2-         | Tejitu Daba            | Bahrain -3-         |
| 2016 | Albert Rop                | Bahrain -3-         | Eunice Chumba          | Bahrain -4-         |
| 2018 | Peng Jianhua              | Japan -4-           | Li Dan                 | Japan -8-           |
| 2023 | Deepak Adhikari           | Nepal               | Yuka Sarumida          | Indien              |

### Junioren
| Jahr | Männer            | Männer              | Frauen            | Frauen              |
| Jahr | Einzel            | Team                | Einzel            | Team                |
| ---- | ----------------- | ------------------- | ----------------- | ------------------- |
| 1991 | Yasuyuki Watanabe | Japan               | Qu Yunxia         | Volksrepublik China |
| 1993 | Awad Saleh Nasser | Jemen               | Noriko Wada       | Japan               |
| 1995 | Tadayuki Ojima    | Japan -2-           | Chiemi Takahashi  | Japan -2-           |
| 1997 | Mohamed Al-Shinan | Japan -3-           | Kumiko Hiyama     | Japan -3-           |
| 1999 | Zhong Haibo       | Japan -4-           | Kaori Yoshida     | Japan -4-           |
| 2001 | Tomohiro Uemura   | Japan -5-           | Mika Okunaga      | Japan -5-           |
| 2004 | Satoru Kitamura   | Japan -6-           | Bao Guiying       | Japan -6-           |
| 2005 | Lin Xiangqian     | Volksrepublik China | Zhu Yanmei        | Volksrepublik China |
| 2007 | Thamer Kamal Ali  | Katar               | Monica Raut       | Indien              |
| 2009 | Alemu Bekele      | Bahrain             | Shitaye Eshete    | Bahrain             |
| 2012 | Shota Baba        | Japan -7-           | Miyuki Uehara     | Japan -7-           |
| 2014 | Kazuto Kawabata   | Japan -8-           | Yuka Kobayashi    | Japan -8-           |
| 2016 | Ali Abdi          | Bahrain -2-         | Dalila Abdulkadir | Bahrain -2-         |
| 2018 | Suolang Cairen    | Japan -9-           | Yuna Wada         | Japan -9-           |
| 2023 | Samir Eghbali     | Indien              | Srushti Redekar   | Indien -2-          |